# Дэвид Кейдж
Дави́д Де Грюттоля́ (фр. David De Gruttola) более известный под псевдонимом Дэ́вид Кейдж (англ. David Cage) — французский сценарист, геймдизайнер, музыкант.

## Биография
Глава студии-разработчика видеоигр Quantic Dream. Играет важную роль в компании и разработке видеоигр, является основателем, co-CEO (вместе с Гийомом де Фондомье, который является исполнительным продюсером и CFO Quantic Dream с 2003 года), ведущим геймдизайнером и сценаристом.
Как профессиональный музыкант в 1993 году он создал компанию Totem Interactive.
Дэвид Кейдж создал Quantic Dream в 1997 году. Он является сценаристом и геймдизайнером всех проектов его студии: Omikron: The Nomad Soul (1999), Fahrenheit (2005), Heavy Rain (2010), Beyond: Two Souls (2013) и Detroit: Become Human (2018).
Первый игровой разработчик, ставший кавалером Ордена Почётного легиона (2014).
В октябре 2018 года он получил награду Ping Honor за свою карьеру.

## Личная жизнь
Кейдж является атеистом.

## Творчество
Руководитель и сценарист
- Omikron: The Nomad Soul (1999)
- Fahrenheit (2005)
- Heavy Rain: The Casting (2006; демо)
- Heavy Rain (2010)
- Heavy Rain: Chronicle One - The Taxidermist (2010; DLC)
- Kara (2012; демо)
- The Dark Sorcerer (2013; демо)
- Beyond: Two Souls (2013)
- Detroit: Become Human (2018)

Композитор
- Super Dany (1994)
- Cheese Cat-Astrophe Starring Speedy Gonzales (1995)
- Timecop (1995)
- Hardline (1996)
- Detroit: Become Human (2018)